# Laringitis
La laringitis és una inflamació de la laringe, que dona lloc a una veu ronca o a una pèrdua completa de la veu a causa de la irritació dels plecs vocals (cordes vocals). La disfonia és el terme mèdic per un trastorn de la veu, de la qual la laringitis és una de les causes.
La laringitis es classifica com aguda si dura menys d'uns pocs dies. En cas contrari, es classifica com a crònica, i pot durar més de 3 setmanes. La forma crònica es produeix sobretot en l'edat mitjana de la vida i és molt més comú en homes que en dones.

## Causes
- Infeccions virals: la causa més freqüent, en l'edat pediàtrica pot prendre una forma especial: la laringitis estridulosa.
- Altres infeccions: bacteriana o fúngica (rar)
- Tos excessiva, tabaquisme o consum d'alcohol
- Per reflux àcid (reflux faringolaringi)
- Al·lèrgies
- Inflamació per un ús excessiu de les cordes vocals[1][2][3][4][5]
- Ús de glucocorticoides inhalats per al tractament d'asma o MPOC